# SumOfUs
SumOfUs ist eine international tätige, nach amerikanischem Recht (501(c)4) eingetragene gemeinnützige Organisation und Verbraucherbewegung, die sich vor allem über das Internet organisiert. 
Ihr Ziel ist es, große Konzerne zu verantwortlichem Handeln zu bewegen. Die Kampagnenthemen reichen von Klimawandel über Arbeitnehmerrechte, Diskriminierung, Menschenrechte, Tierrechte, Korruption bis zur wachsenden Macht von Großkonzernen. Die Organisation ist gemeinnützig und eine Non-Profit-Organisation mit Sitz in Washington, D.C. Die Verwaltung befindet sich in San Francisco. Direktorin ist Deepa Gupta.

## Gründerin
Taren Stinebrickner-Kauffman (* 1981) ist die Gründerin und ehemalige Geschäftsführerin. Die australisch-amerikanische Aktivistin schloss 2004 ein Mathematikstudium an der Duke University ab. Zuvor arbeitete sie bei verschiedenen anderen Organisationen, unter anderem bei Avaaz, GetUp und dem US-amerikanischen Gewerkschaftsdachverband AFL-CIO.

## Geschichte
Die Organisation begann 2011 mit einer Kampagne, die Googles Verbindungen zur US-amerikanischen Handelskammer aufdeckte, einer einflussreichen Lobbygruppe; einem öffentlichen Dank an die Gastronomiekette Starbucks, die sich für gleichgeschlechtliche Ehen eingesetzt hatte und einem Appell, in dem Apple aufgefordert wurde, für bessere Arbeitsbedingungen bei den Zulieferern zu sorgen.
Die Zahl der Mitglieder wächst stetig. Zurzeit gibt es Mitglieder in über 130 Ländern; die meisten davon leben in den USA, im Vereinigten Königreich, in Kanada, Australien, Frankreich und Deutschland.
Die Organisation beschäftigt ca. 35 Mitarbeiter in den USA, im Vereinigten Königreich, in Kanada, Deutschland, Frankreich, Litauen, Kolumbien und den Niederlanden.

## Zweck
Laut Eigenbeschreibung ist es „ein weltweiter Zusammenschluss von Verbrauchern, Investoren und Arbeitnehmern, die gemeinsam dafür kämpfen, dass Unternehmen Verantwortung für ihr Handeln übernehmen. Gemeinsam wollen wir den Weg für eine neue, nachhaltige und gerechte Weltwirtschaft ebnen“.
Die Organisation geht von folgender Grundannahme aus: „Unternehmen, die für Umweltzerstörung, Verletzung von Arbeitnehmerrechten und Diskriminierung verantwortlich sind, gehören letztlich uns. Sie sind darauf angewiesen, dass wir ihre Produkte kaufen. Sie verlassen sich darauf, dass wir ihre Aktien erwerben. Sie brauchen uns als Arbeitskräfte. Und letztlich wählen wir die Regierungen, die konzernfreundliche Politik machen“.

## Erfolgreiche Kampagnen
Im Dezember 2013 übten Mitglieder öffentlichen Druck auf die Modekette Zara sowie die britischen Ketten Topshop und Asos aus. Die Unternehmen verpflichteten sich daraufhin, keine Angorawolle mehr zu verkaufen, bei deren Produktion Kaninchen gequält werden.
Im Februar 2014 verpflichteten sich die Kellogg Company und der Palmölproduzent Wilmar dafür zu sorgen, dass zukünftig für Produkte in ihrer Lieferkette keine Regenwälder mehr abgeholzt werden. Die britische Zeitung The Guardian bezeichnete dies als „großen Erfolg für Umweltschutz- und  Verbraucherbewegungen“. SumOfUs-Mitglieder hatten entscheidenden Anteil daran.
Im Jahr 2015 trug die Organisation dazu bei, dass Fluggesellschaften wie Delta keine Trophäen aus Großwildjagden mehr transportieren, dass Nestlé in Kanada einen fairen Preis für Wasser aus öffentlichen Quellen bezahlt und dass sich die Standard Chartered Bank aus der Finanzierung eines umstrittenen Kohleprojektes am Great Barrier Reef zurückgezogen hat.

## Ziele
Ein Ziel ist die Unterstützung anderer konzernkritischer Organisationen in bestimmten, für die Kampagnen kritischen Momenten.
Die Organisation arbeitet über nationale Grenzen hinweg, um so mögliche Schwächen der transnationalen Unternehmen auszunutzen.

## Finanzierung
Ungefähr 85 Prozent ihrer Gelder nimmt sie über kleinere Spenden ein.
Dazu erklärt die Organisation: „Dieses Finanzierungsmodell stellt sicher, dass wir unabhängig bleiben, Druck auf Regierungen und Konzerne ausüben und schnell auf Krisensituationen reagieren können“.

## Community
Die Organisation führt Kampagnen in englischer, französischer und deutscher Sprache durch. Sie hat Mitglieder in 130 Ländern.